# École nationale supérieure de chimie de Clermont-Ferrand
L’école nationale supérieure de chimie de Clermont-Ferrand (ENSCCF) était un établissement public d’enseignement supérieur et de recherche ayant existé entre 1908 et 2015 et habilité à délivrer un diplôme d’ingénieur.
Elle a fusionné avec l’institut français de mécanique avancée (IFMA) pour former l’école d'ingénieurs SIGMA Clermont.
Elle était située à Aubière, à côté de Clermont-Ferrand dans le département du Puy-de-Dôme.

## Historique
L’école est créée en 1908 par Victor Thomas, sous le nom d'école de chimie industrielle. En 1910, l’école change de nom et devient l’institut de chimie industrielle du centre de la France. L'année suivante, elle déménage au lieu-dit Rabanesse, aujourd'hui intégré au centre-ville de Clermont-Ferrand, et devient l’institut industriel et commercial du centre de la France.
En 1920, l'institut est reconnu comme établissement d’État et est rattaché à l'université de Clermont-Ferrand. Il change une fois de plus de nom, devenant l'institut de chimie et de technologies industrielles de Clermont-Ferrand (ICTIC). En 1925, l'association des anciens élèves est créée et se nomme association amicale des anciens élèves de l’institut de chimie et de technologies industrielles.
En 1961, l’école prend le statut d’école nationale supérieure d’ingénieurs (ENSI) et adopte son nom définitif : école nationale supérieure de chimie de Clermont-Ferrand. En 1969 avec la loi Faure, elle devient une unité d’enseignement et de recherche.
En 1981, l'ENSCCF déménage sur le campus des Cézeaux, à Aubière. Trois ans plus tard avec la loi Savary, elle devient un établissement public à caractère administratif (EPA) rattaché à l’université Clermont-Ferrand-II. En 1988, le logo de l'école est créé. Deux ans après, elle participe à la création de la fédération Gay-Lussac (FGL).
En 2008, des classes préparatoires intégrées internationales (cycle Chem.I.St) ont ouvert dans l'école.
Au 1er janvier 2016, l’école fusionne avec l’institut français de mécanique avancée (IFMA) pour former l’école d'ingénieurs SIGMA Clermont.

### Directeurs
Les directeurs successifs furent :
- Victor Thomas (1908-1928),
- Léonce Bert (1929-1941),
- René Rambaud (1941-1976),
- Roger Vessière (1976-1987),
- Jacques Gelas (1987-1997),
- Jacques Lacoste (1997-2007),
- Sophie Commereuc (2007-2015).

## Formations
L’ENSCCF proposait une formation d’ingénieurs habilitée par le ministère de l’enseignement supérieur et de la recherche après l’avis de la commission des titres d'ingénieur (CTI). La plupart des étudiants étaient issus de classes préparatoires aux grandes écoles PC ou TPC et passaient donc les concours communs polytechniques (CCP), mais l'école recrutait également des étudiants provenant de licence 2 (ex-DEUG), licence 3, master 1 (ex-maîtrise) diplôme universitaire de technologie (DUT) ou brevet de technicien supérieur (BTS) dans le domaine de la chimie, du génie chimique ou des mesures physiques.
Les deux premières années consistaient en un tronc commun tandis que la troisième année proposait trois parcours de perfectionnement, chacun s’appuyant sur l’un des laboratoires de recherche de l’université Blaise-Pascal (associés de l’école), et possédant un large éventail de partenaires industriels, au niveau régional, national et international :
- Chimie organique fine et industrielle (COFI)
- Matériaux hautes performances (MHP)
- Génie chimique (GC)

Les classes préparatoires intégrées (CPI) de la Fédération Gay-Lussac étaient aussi proposées par l’école. Les élèves inscrits recevaient une formation scientifique (mathématiques, physique, chimie, informatique) et une formation à l'international ainsi qu'aux sciences humaines. Ils pouvaient ensuite intégrer le cycle ingénieur de l'ENSCCF.
L’école était également co-habilitée à délivrer deux masters de recherche avec l’université Clermont-Ferrand-II : le master de recherche « sciences et technologies, mention chimie » et le master de recherche « physique et chimie pour l’environnement ».
L'élève ingénieur chimiste acquérissait de l'expérience au cours de son parcours avec notamment trois stages obligatoires :
- Le stage ouvrier industriel de 1re année (1 à 2 mois)
- Le stage recherche internationale de 2e année (3 mois)
- Le stage de fin d'étude de 3e année (6 mois)

Aujourd'hui, l’école d'ingénieurs SIGMA Clermont propose les mêmes formations que l'ENSCCF, dans les locaux de celle-ci.

### Autres Écoles Supérieures de Chimies en France
- École nationale supérieure de chimie de Paris
- École nationale supérieure de chimie de Rennes
- École nationale supérieure de chimie de Montpellier
- École nationale supérieure de chimie de Mulhouse
- École nationale supérieure de chimie de Lille

## Recherche
Les principaux laboratoires d'appuis de l'école étaient :
- Le Laboratoire de Photochimie Moléculaire et Macromoléculaire
- Laboratoire des Matériaux Inorganiques
- Laboratoire de Génie Chimique et Biochimique
- Laboratoire de Synthèse et Études de Systèmes à Intérêt Biologique
- Laboratoire de Chimie thérapeutique
- Laboratoire de Thermodynamique et Interactions Moléculaires

Les enseignants-chercheurs de l'ENSCCF travaillaient dans ces laboratoires, en collaboration avec des chercheurs de l'université Blaise-Pascal et de Polytech Clermont-Ferrand.

## Associations
Le bureau des élèves (BDE) de l'ENSCCF se nommait le Cercle.
Différentes associations existaient, dont notamment :
- L'Association Sportive
- L'IC3 (l'association ingénieurs citoyens de chimie Clermont)
- Auvergne Chimie Service ou ACS
- Les cordées de la réussite
- La remise des diplômes (RDD)
- Le tournoi inter-chimie (TIC)

De nombreux clubs sont gérés par les étudiants comme le club photo, cinéma, dessin, chorale, théâtre, le « Chmurf » (le journal de l'école), les Pompoms.

## Anciens élèves célèbres
- Michel Lazdunski (1959), membre de l'académie des sciences, médaille d'or du CNRS (2000, biochimie)